# Centistes chaetopygidium
Centistes chaetopygidium (лат.) — вид паразитических наездников из семейства Braconidae. Дальний Восток: Россия (Приморский край), Китай (China-Jiangxi; China-Zhejiang), Корея.

## Описание
Длина от 3,1 до 6,2 мм. Основная окраска тела красновато-коричневая. Усики самок тонкие, нитевидые, состоят из 30-33 члеников. Голова поперечная, примерно в 2 раза шире своей средней длины. Нижнечелюстные щупики состоят из 5 члеников, а нижнегубные — из 3. Переднее крыло в 2,5-2,7 раза длиннее своей ширины. Нотаули на мезоскутуме отсутствуют. Вид был впервые описан в 2000 году российским гименоптерологом Сергеем Белокобыльским (ЗИН РАН, Санкт-Петербург).